# Critics' Choice Movie Award du meilleur film documentaire
Le Critics' Choice Movie Award du meilleur film documentaire (Broadcast Film Critics Association Award for Best Documentary Film) est l'une des récompenses décernées aux professionnels de l'industrie du cinéma par le jury de la Broadcast Film Critics Association de 1996 à 2015. En 2016, l'association créée une catégorie indépendante appelée Critics' Choice Documentary Awards.

## Palmarès

### Années 1990
- 1996 : Crumb

- 1997 : When We Were Kings

- 1998 : Four Little Girls

- 1999 : Wild Man Blues

### Années 2000
- 2000 : Buena Vista Social Club

- 2001 : The Life and Times of Hank Greenberg

- 2002 : aucune récompense

- 2003 : Bowling for Columbine

- 2004 : Capturing the Friedmans

- 2005 : Fahrenheit 9/11

- 2006 : La Marche de l'empereur 
  - Enron – The Smartest Guys in the Room
  - Grizzly Man
  - Un...deux...trois dansez
  - Murderball

- 2007 : aucune récompense

- 2008 : Sicko 
  - Darfur Now
  - In the Shadow of the Moon
  - The King of Kong
  - No End in Sight
  - Les Seigneurs de la mer

- 2009 : Le Funambule 
  - I.O.U.S.A.
  - Roman Polanski: Wanted and Desired
  - Standard Operating Procedure
  - I Feel Good !

### Années 2010
- 2010[2] : The Cove
  - Anvil! The Story of Anvil
  - Capitalism : A Love Story
  - Food, Inc.
  - This Is It

- 2011[3] : Waiting for Superman
  - Faites le mur ! (Exit Through the Gift Shop)
  - Inside Job
  - Restrepo
  - Joan Rivers: A Piece of Work
  - The Tillman Story

- 2012[4] : George Harrison: Living in the Material World
  - À la une du New York Times (Page One: Inside the New York Times)
  - Buck
  - La Grotte des rêves perdus (Cave of Forgotten Dreams)
  - Le Projet Nim (Project Nim)
  - Undefeated

- 2013[5] : Sugar Man (Searching For Sugar Man)
  - The Central Park Five
  - Bully
  - The Imposter
  - The Queen of Versailles
  - West of Memphis

- 2014[6] : Twenty Feet from Stardom
  - The Act of Killing (Jagal)
  - Blackfish
  - Stories We Tell
  - Tim's Vermeer

- 2015[7] : Life Itself
  - Citizenfour
  - Glen Campbell: I'll Be Me
  - Jodorowsky's Dune
  - Last Days in Vietnam
  - The Overnighters
- 2016 : Amy
  - Cartel Land
  - Going Clear: Scientology and the Prison of Belief
  - Il m'a appelée Malala (He Named Me Malala)
  - The Look of Silence
  - Where to Invade Next